# Nuorgam

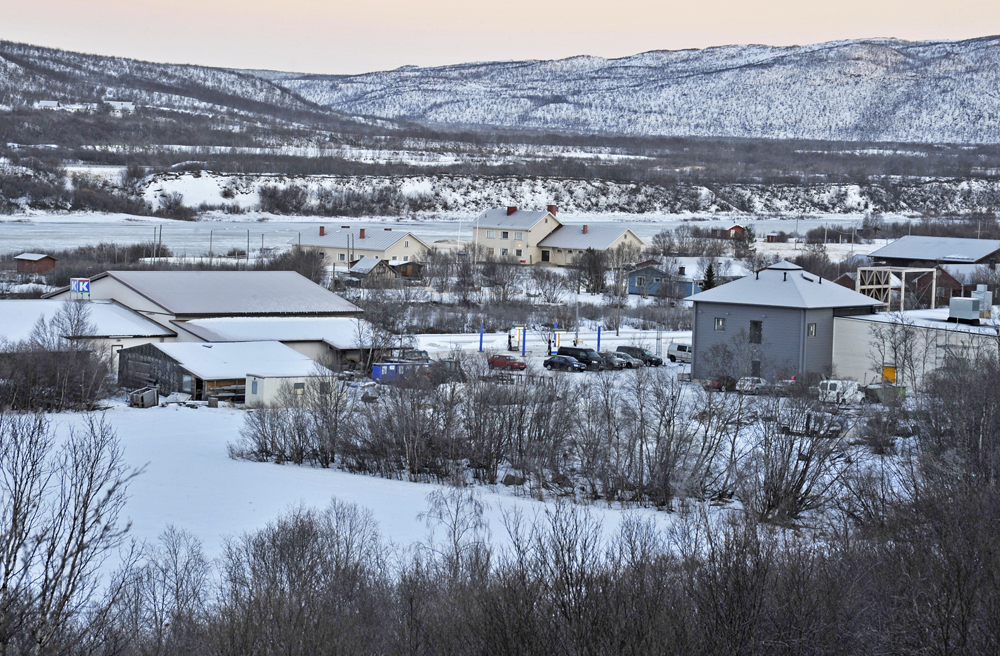
Nuorgam (2012)

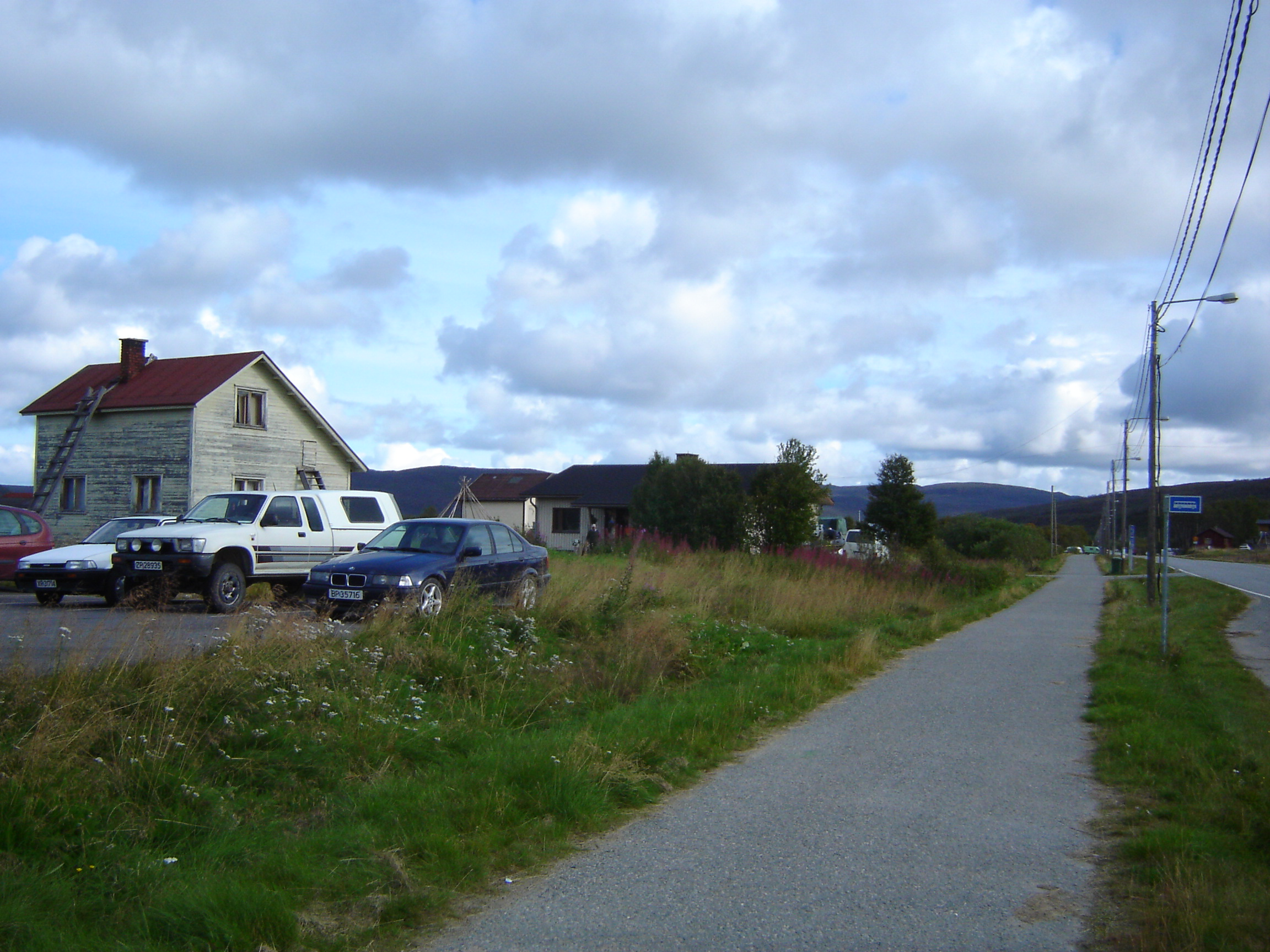
Ansicht von Nuorgam

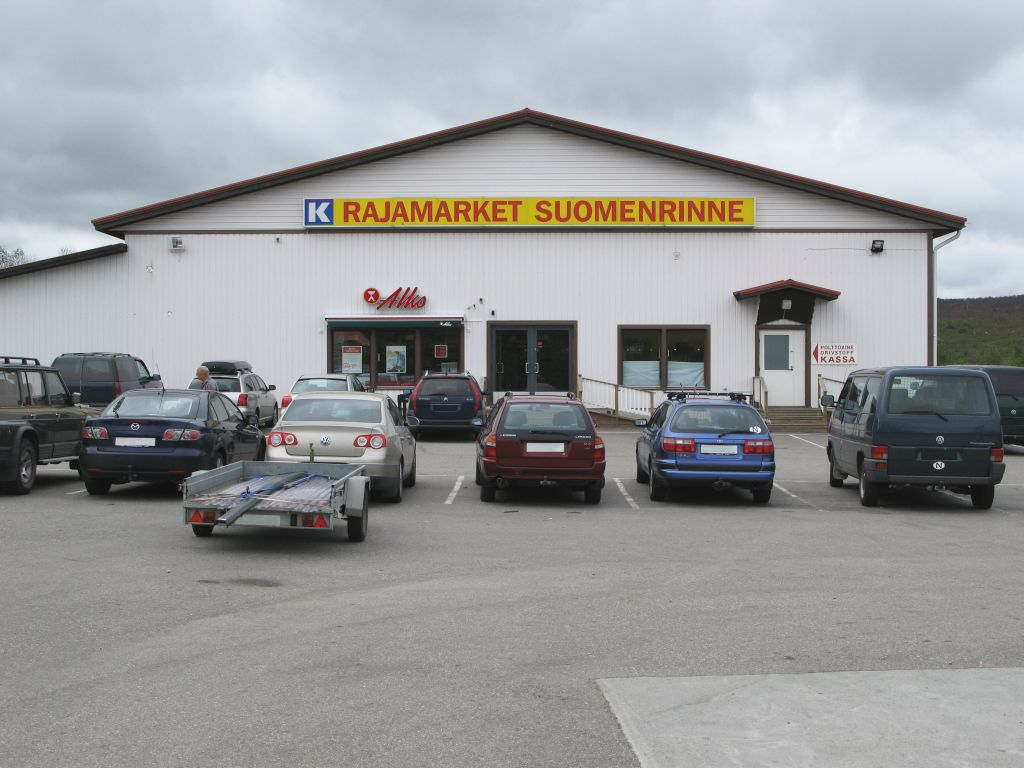
Alko-Filiale in Nuorgam

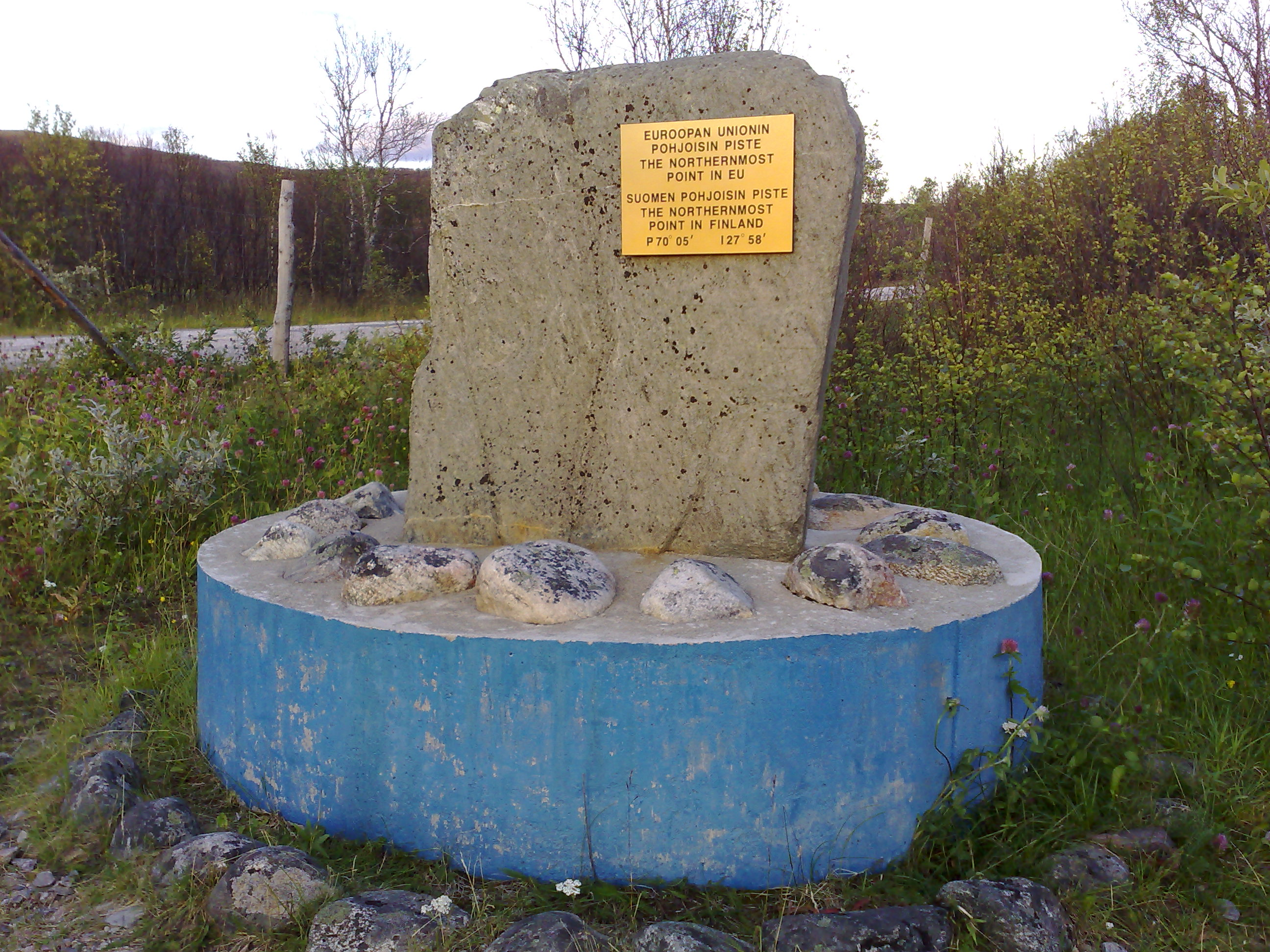
Nördlichster Punkt der EU

Nuorgam [ˈnuo̯rgɑm] (nordsamisch Njuorggán) ist das nördlichste Dorf Finnlands. Es liegt am norwegisch-finnischen Grenzfluss Tenojoki (norwegisch Tana) und gehört zur Gemeinde Utsjoki in der Provinz Lappland. Der nördlichste Punkt Finnlands und der Europäischen Union liegt bei Nuorgam. Das Dorf hat rund 250 Einwohner.
Nuorgam ist 47 km vom Gemeindezentrum von Utsjoki entfernt. Bei Nuorgam befindet sich ein Grenzübergang nach Norwegen. Im Dorf gibt es eine Station des Grenzschutzes, eine Kapelle, eine Grundschule, zwei Lebensmittelgeschäfte, eine Tank- und Reparaturstelle, die auch als Café, Poststelle (PLZ 99990) und stark eingeschränkte Apotheke (lääkekaappi = Medizinschrank) dient, ein Pub und eine Filiale des Alkoholmonopolisten Alko. 
Die Einwohner von Nuorgam leben hauptsächlich vom Tourismus und vom Grenzhandel: wegen des niedrigeren Preisniveaus kaufen viele Norweger in Nuorgam ein. Vor allem die Alko-Filiale ist wegen der im Vergleich zu Norwegen niedrigen Alkoholsteuern bei Norwegern überaus beliebt. Im Sommer kommen Touristen nach Nuorgam, um in dem für seine Lachsgründe berühmten Tenojoki-Fluss zu angeln oder um zu wandern. Im Feriendorf Nuorgam stehen 70 Gästebetten zur Verfügung.
In Nuorgam beginnt der Europäische Fernwanderweg E10, welcher über 2880 km nach Tarifa, der südlichsten Stadt des Europäischen Festlands, führt.